# Istinto animale
Istinto animale è un singolo del produttore discografico italiano Don Joe, pubblicato il 10 maggio 2024.

## Descrizione
Il brano vede la partecipazione della cantante Annalisa e dei rapper Guè ed Ernia; inoltre, contiene un campionamento del brano Apache, originariamente inciso dalla Incredible Bongo Band nel 1973.

## Video musicale
Il video musicale del brano, diretto da Fabrizio Conte, è stato pubblicato il 10 maggio 2024 attraverso il canale YouTube del produttore.

## Tracce
Testi e musiche di Annalisa Scarrone, Cosimo Fini, Jerry Lordan, Luigi Florio, Matteo Professione, Paolo Antonacci.
1. Istinto animale (feat. Guè, Annalisa ed Ernia) – 2:29

## Classifiche
| Classifica (2024) | Posizione massima |
| ----------------- | ----------------- |
| Italia            | 29                |